# Unterseeboot type U 81
Le Unterseeboot type U 81 était une classe de sous-marins d'attaque océanique (Unterseeboot) construite en Allemagne pour la Kaiserliche Marine pendant la Première Guerre mondiale.

## Conception
Les U-Boots Type U 81 étaient conduit par un équipage de quatre officiers et 31 hommes et possédaient d'excellentes capacités en mer avec une autonomie de près de 11 220 milles marins (20 780 km). De nombreux arrangements du type 81 et les deux types suivants ont également été observés pendant la Seconde Guerre mondiale avec les U-Boots de Type IX lors de leur conception 20 ans plus tard.
D'un déplacement de 808 tonnes en surface et de 946 tonnes en immergé, les U-Boots type U 81 possédaient comme armement principal 12 torpilles de 50 cm et de canon de pont pour l'attaque en surface.
Les 3 premiers (U-81 à U-83) possédaient un canon de pont de 105 mm approvisionné de 140 à 240 coups, tandis que les 3 suivants (U-84 à U-86) possédaient 2 canons de pont de 88 mm. En 1917, Les U-Boots U-84 à U-87 ont modifié leur canon pour passer à un canon de 105 mm approvisionné de 240 coups.
Par rapport au type précédent U 63, les Type U 81 sont 1,7 mètre plus long, tandis que la coque pressurisée est restée la même. Ils étaient 0,3 nœuds (0,56 km/h) plus rapide en surface, et 0,1 nœuds (0,19 km/h) en immersion, le rayon d'action augmenté de 1 030 milles marins (1 910 km) pour passer de 11 200 milles marins à 8 nœuds. Ils étaient armés de 12 torpilles au lieu de 6, et en 1917, tous les type U 81 étaient armés d'un canon de pont de 10,5 cm contre les 2 canons de 8,8 cm des types U 63. Le nombre de l'équipage a été réduit d'un membre pour passer à 35.
Par rapport au type suivant U 87, les Type U 81 sont 4,26 m plus long et 5 tonnes plus léger. Leur rayon d'action est de 180 milles plus courte, mais la vitesse était de 1,2 nœud (2,2 km/h) plus rapide en surface et 0,5 nœud (0,93 km/h) en plongé. La différence la plus importante est l'ajout de quatre torpilles et de 2 tubes de proue supplémentaires sur le Type U 87 et a également augmenté l'équipage d'un membre supplémentaire, passant à 36.

## Liste des sous-marins Type U 81
Un total de 6 sous-marins de Type U 81 ont été construits, pour la marine impériale allemande.

### En service dans laKaiserliche Marine(marine impériale allemande)
| Bateaux     | Nbr | Chantier naval      | N° fabrique | Construction |
| ----------- | --- | ------------------- | ----------- | ------------ |
| U-81 à U-86 | 6   | Germaniawerft, Kiel | 251 à 256   | 1915 - 1916  |

- SM U-81
- SM U-82
- SM U-83
- SM U-84
- SM U-85
- SM U-86

Les U-Boots de Type U 81 ont été responsable de 3,537 % des naufrages causés sur les navires Alliés coulé pendant la guerre, en prenant un total de 454 484 tonneaux de jauge brute (GRT) . Ils ont également endommagé 63 058 tonneaux de jauge brute, et capturé 3 462 tonneaux de jauge brute.
| U-Boot | Coulé   | Endommagé | Capturé | Total   |
| ------ | ------- | --------- | ------- | ------- |
| U-81   | 88 483  | 3 481     |         | 91 964  |
| U-82   | 110 160 | 6 450     |         | 116 610 |
| U-83   | 32 914  | 3 207     |         | 36 121  |
| U-84   | 83 127  | 42 149    | 3 462   | 128 738 |
| U-85   | 20 225  | 7 608     |         | 27 883  |
| U-86   | 119 575 | 163       |         | 119 738 |
| Total  | 454 484 | 63 058    | 3 462   | 517 542 |

### Sources
- (en) Cet article est partiellement ou en totalité issu de l’article de Wikipédia en anglais intitulé « German_Type_U_81_submarine » (voir la liste des auteurs).